# Sommerliebe (1955)
Sommerliebe ist ein Spielfilm der DEFA von Franz Barrenstein aus dem Jahr 1955 nach der Erzählung  Eine kleine Sommerferienliebe von Gerhard Hardel von 1952.

## Handlung
Milli ist 20 Jahre alt und begeisterte Wintersportlerin, die mit ihren Arbeitskolleginnen (Lotte, Martha und Ilse) aus einem Berliner Betrieb, für gute Leistungen eine Urlaubsreise an die See erhält. Während der Anreise erleiden sie auf Grund schlechter Straßenverhältnisse an ihrem Bus einen Achsenbruch und müssen nun zu Fuß und mit einem Ochsenkarren die letzten Kilometer zum FDGB-Ferienheim „Heinrich Heine“ zurücklegen. Während ihre Kolleginnen noch schlafen, geht Milli am nächsten Morgen bei schönem Wetter in der Ostsee baden. Hier lernt sie Robby kennen, der sie auf die gefährlichen Strömungen in der See aufmerksam machen will, was aber bei Milli auf kein Interesse stößt. Robby ist der Neffe des ortsansässigen Strandkorbvermieters, bei dem er angestellt ist und durch diese sowie auch noch weitere Dienste, die sein Einkommen aufbessern, mehr Geld als in seinem erlernten Beruf als Autoschlosser verdient. Martha ist von diesem faulenzenden Adonis entzückt und Milli reizt ihn durch Kratzbürstigkeit, weshalb die Freundinnen sich entzweien. Doch an Strand und Düne, an der See wie im Walde fühlt sich Milli immer stärker zu dem aufgeweckten, sympathischen Jungen hingezogen.
Alles wäre gut – denn auch sämtliche lästigen Mitbewerberinnen sind rechtzeitig ausgeschaltet – ja, wenn ihre Kollegin Lotte nicht wäre. Die zerschmettert das harmlose Vergnügen, indem sie nämlich entdeckt, dass ein junger Mann, wenn er den Beruf eines Strandwächters ausübt, notwendig „eine Laus im Pelze der Gesellschaft“ sein müsse, unwürdig eines fortschrittlichen Frauenherzens, was Milli auch einsieht und ihm den schönen geschenkten Bernstein, inklusive eingeschlossenem Fossil, wieder zurückgibt. Das gibt Robby zu denken und er beabsichtigt nun in einem Werk in Suhl, dessen Direktor im gleichen Heim Urlaub macht, wieder als Autoschlosser arbeiten. Das versöhnt sogar die gestrenge Lotte, sie fährt gemeinsam mit Robby, der bereits im fahrenden Zug sitzenden Milli hinterher und dem kleinen wie dem großen Glück steht endlich weiter nichts im Weg. Da auch Milli ihre berufliche Zukunft in Suhl verbringen will, um dort ihrer großen Leidenschaft als Skiläuferin nachgehen zu können, muss man davon ausgehen, dass Robby und Milli zukünftig gemeinsam arbeiten und leben werden.

## Produktion
Die Dramaturgie lag in den Händen von Gerhard Neumann.
Sommerliebe wurde vom DEFA-Studio für Spielfilme als Schwarzweißfilm gedreht und hatte am 28. April 1955 (nach anderen Quellen am 20. April 1955) im Berliner DEFA-Filmtheater in der Kastanienallee sowie im Berliner Kino Babylon Premiere. Ebenfalls am 28. April 1955 wurde der Film im Deutschen Fernsehfunk gezeigt.

## Kritik
H. U. E. vermutete in der Berliner Zeitung, dass die wenig motivierten und rührenden Wandlungen eventuell aus Hedwig Courths-Mahlers Ideenschatz fürs traute Heim stammen könnten. Und diese Rezepte sollte man besser nicht verewigen.
Für Gerhard Rostin von der Neuen Zeit war es eine Liebesgeschichte, die nicht sonderlich fesselte, geschweige denn überzeugen konnte, weil sie von den flach und farblos wirkenden Haupt- und Nebenpersonen her menschlich auf sehr schwachen Beinen stand. In dem Film waren die aufpulvernden Einfälle dünn gesät und die magere Handlung wurde, wie durch das lange Kauen auf einem zähen Stück Satire, auch nicht besser.
Für das Lexikon des internationalen Films ist dieser Film ein wirklichkeitsfernes und inszenatorisch unbefriedigendes Lustspiel mit platt belehrendem Hintergedanken.